# Ripari Villabruna
Ripari Villabruna es un pequeño refugio rocoso en el norte de Italia con restos funerarios neolíticos. Contiene varios enterramientos de Cro-Magnon, con cuerpos y ajuares funerarios de 14,000 años de antigüedad. El sitio ha contribuido enormemente a nuestra comprensión del desarrollo de las prácticas médicas durante el neolítico y al de las prácticas religiosas en las primeras comunidades humanas.

## Historia
La excavación y remoción de escombros en el valle de Cismon, en el municipio de Sovramonte, provincia de Belluno, Italia, a finales de la década de 1980 llevó al descubrimiento de varios refugios rocosos (abris). Ubicados a una altitud de 500 m (1,600 pies) sobre el nivel del mar, muestran impresionantes vestigios del asentamiento de los humanos prehistóricos y sus actividades. Los refugios rocosos, llamados así por su descubridor "Ripari Villabruna", son parte de un complejo sistema de sitios que van desde los puntos más bajos del valle hasta las alturas alpinas. Las excavaciones confirman que los humanos ocuparon el sitio con frecuencia durante cortos periodos en un contexto cultural epigravétiense tardío, datado mediante el carbono 14 alrededor de 14,000 años atrás y continuando hasta la mitad del subsiguiente Holoceno.

## Villabruna 1
En 1988 fue descubierta en la base de las capas arqueológicas una tumba que contenía un esqueleto bien preservado. La datación directa con espectrometría de masas con acelerador (AMS) de los restos del esqueleto reveló una edad de 14.160 a 13.820 años. El entamiento tuvo lugar durante las primeras etapas del asentamiento humano en los refugios rocosos. El cadáver se colocó en un pozo estrecho y poco profundo de 30 a 40 cm (12 a 16 pulgadas) de profundidad, la cabeza se volvió hacia la izquierda con los brazos estirados tocando el cuerpo.
A la izquierda del cuerpo se colocaron seis accesorios de enterramiento. El equipo típico de un cazador-recolector incluía un cuchillo de piedra, un núcleo de piedra, otra piedra para usar como martillo, una hoja de piedra, una punta de hueso y una bolita de ocre y propóleo (una materia resinosa, producida por las abejas). En la parte superior de la tumba se colocaron unas plaquetas de piedra caliza decoradas con dibujos en ocre.
La excelente conservación del esqueleto de Villabruna 1 ayudó a investigar exhaustivamente varios aspectos de la biología del esqueleto, como el tamaño corporal, la morfología craneofacial, el desgaste de los dientes, la anatomía funcional y los aspectos nutricionales y patológicos. La comparación de Villabruna 1 y hallazgos similares con las personas actuales amplió la comprensión de las variaciones bioculturales, las condiciones de vida y las estrategias de supervivencia de la población del Paleolítico de Europa.
Villabruna 1 es significativo en términos de la historia de la genética de poblaciones: se encontró que los restos portan el haplogrupo del cromosoma Y humano. Este es el ejemplo documentado más antiguo del haplogrupo R1b en Europa occidental.